# Bartolomeus Spitzmacher
Bartolomeus Spitzmacher var en arkitekt, målare, tecknare verksam i Sverige och Danmark i mitten av 1600-talet.
Man antar att Spitzmacher härstammar från Augsburg och att han i Sverige blev känd under namnet Bartholomeus Conterfayter. Han nämns första gången i Maria Eleonoras räkenskaper på Gripsholm 1639 och när änkedrottningen följande år flydde till Danmark. Han var en av hennes mest förtrogna medhjälpare och omtalades i Danmark som Dronningens contrafeiter Bartolomeus. Man kan påvisa att han kom i prins Kristians tjänst och att han var anställd vid Nykøbings slott 1645–1647. 
Man vet inte så mycket om hans konstnärliga produktion förutom att han utförde ett antal utmärkta blomsterbilder till ett manuskript som apotekaren Christoffer Heerfordt i Nykøbing skänkte till Frederik III 1656 och att han i början av 1660-talet dekorerade en del rum på Nykøbings slott samt ett blått tak med stjärnor i Pirkentavl i parken samt ett 350-tal harar i slottets lusthus. Sista gången man kan spåra hans namn i bevarade dokument är 1668. Spitzmacher var troligen välbeställd och försträckte såväl Maria Eleonora som prins Kristian med handlån. I svenska riksarkivet finns handlingar som visar att Maria Eleonora hade en skuld på 1200 riksdaler till honom.     